# Воля-Роговска
Во́ля-Рого́вска (пол.  Wola Rogowska) — село в Польше, находящееся в гмине Ветшиховице Тарнувского повета Малопольского воеводства.

## География
Село располагается в 31 км от города Тарнув и 56 км от города Кракова.

## История
С 1975 по 1998 года село входило в Тарнувское воеводство.